# Особница
Особни́ца (пол. Osobnica) — село в Польше, находящееся на территории гмины Ясло Ясленского повята Подкарпатского воеводства.

## География
Село находится в междуречье Ропы и Вислоки в 7 км от города Ясло и в 57 км от Жешува.

## История
Первое упоминание о селе Особница относится к 1348 году. В 1364 году оно перешло под магдебургское право. В XIX веке село находилось в собственности шляхетских родов Пегловских, Твардовских, Громадзских и де-Лево. В 1880 году в селе проживало 2.442 человека. Во время Первой мировой войны возле сеел проходили бои, о которых свидетельствуют сохранившиеся до нашего времени воинские захоронения.
Во время Второй мировой войны в окрестностях села действовал совместный партизанский отряд Союза вооружённой борьбы и Армии крайовой.

## Достопримечательности
- Неоготическая католическая церковь
- Два кладбища времён Первой мировой войны:
  - Воинское кладбище № 16 (Особница);
  - Воинское кладбище № 17 (Особница).